# Neo Punkz
De Neo Punkz was een Haarlemse punkband die van 1979 tot 1981 bestond. Geïnspireerd door stadsgenoten Jesus & the Gospelfuckers trad de groep op in regionale jongerencentra en wist via een uitgekiende stencil- & graffiti-campagne snel een lokale aanhang te werven. De band heeft één plaatje uitgebracht, de ep "Fascist Fuckerz", dat gekenmerkt wordt door de furieuze dubbele slaggitaar en het akelige lachje van de erg jonge zanger. Jaren later werd de band, waarschijnlijk via de "Killed by Death #5"-compilatie, ontdekt door Amerikaanse punkmuziekverzamelaars, die zo onder de indruk zijn van het "young, loud & snotty" geluid en het fraaie artwork van de ep, dat het inmiddels geldt als een uiterst kostbaar schijfje vinyl.
Na het vertrek van gitarist "Knaag" ging de band nog enige tijd door onder de naam "Suspense" en bracht de ep "Murder with the Axe" uit, dat inmiddels ook een verzamelobject is.

## Bezetting
- 13 - zang
- Knaag  - gitaar
- Rucky - gitaar
- TBC - bas
- Tumor - drums

## Discografie
- 1980: Fascist Fuckerz, Green Devil, If I watch the TV, Got to go for a Piss, Kanker (EP)
- 1981: als "Suspense": Murder with the Axe, Crazy Sod, Heroin Child, Welfare (EP)